# Jean Dardenne (Priester)
Jean Dardenne MAfr (* 14. Dezember 1907 in Charleroi; † 10. Februar 1945 im KZ Dachau) war ein belgischer römisch-katholischer Geistlicher, Weißer Vater und Märtyrer.

## Leben
Jean Dardenne wurde in Gohyssart im Ortsteil Jumet der Stadt Charleroi geboren. Als Missionar der Weißen Väter unterrichtete er in Baudouinville (heute Moba in Tanganyika, Demokratische Republik Kongo), kehrte nach Belgien zurück und wirkte im Seminar der Weißen Väter in Thy-le-Château (Ortsteil von Walcourt), 20 km südlich von Charleroi. Am 31. August 1944 wurde er zusammen mit acht Mitbrüdern und fünf Laien von der nationalsozialistischen Besatzungsmacht festgenommen und kam in das KZ Dachau. Dort starb er am 10. Februar 1945 im Alter von 37 Jahren.

## Gedenken
An die Geschehnisse erinnert in Thy-le-Château (in der Rue du Fourneau) seit 1995 ein Denkmal, das auch seinen Namen verzeichnet.